# عقد 340
عقد 340 هو عقد امتد بين 1 يناير 340 و31 ديسمبر 349 بحسب التقويم الميلادي. سبقه عقد 330 ولحقه عقد 350.

## مواليد
- جيروم (345)
- مريم المصرية (344)
- ثيودوسيوس الأول (340)
- يوحنا فم الذهب (349)
- شنودة رئيس المتوحدين (348)
- كوماراجيفا (343)
- إفاغريوس البنطي (345)

## وفيات
- أفراهاط (346)
- باخوم (348)
- يوسابيوس النيقوميدي (341)
- الأنبا بولا (342)
- شمعون برصباعي (344)
- قسطنطين الثاني (340)
- القديس نقولا (343)

## كتب
- Yves Denis Papin (1998). Chronologie de l'histoire ancienne. Lieu de publication non identifié: Éditions Jean-paul Gisserot. ISBN:2-87747-346-5. OCLC:40746926. مؤرشف من الأصل في 2022-03-16.
- موسوعة حضارة العالم (2002) لأحمد محمد عوف.

## روابط خارجية
- تصفح سنة بسنة عقد 340 على موقع onthisday.com
- تصفح سنة بسنة عقد 340 ابتداءً من سنة عقد 340 على موقع المكتبة الوطنية الفرنسية